# Albuna fraxini
Albuna fraxini is een vlinder uit de familie wespvlinders (Sesiidae), onderfamilie Sesiinae.
Albuna fraxini is voor het eerst wetenschappelijk beschreven door Edwards in 1881. De soort komt voor in het Nearctisch gebied.